# Estação Juscelino Kubitschek
A Estação Juscelino Kubitschek é uma estação de metrô integrante da Linha 1–Vermelha (Linha Sul) do Metrô de Fortaleza, operada pela Companhia Cearense de Transportes Metropolitanos (Metrofor). Localiza-se na Avenida João Pessoa, nº 6460, no bairro Parangaba, em Fortaleza, capital do Estado do Ceará, Brasil.

## Histórico

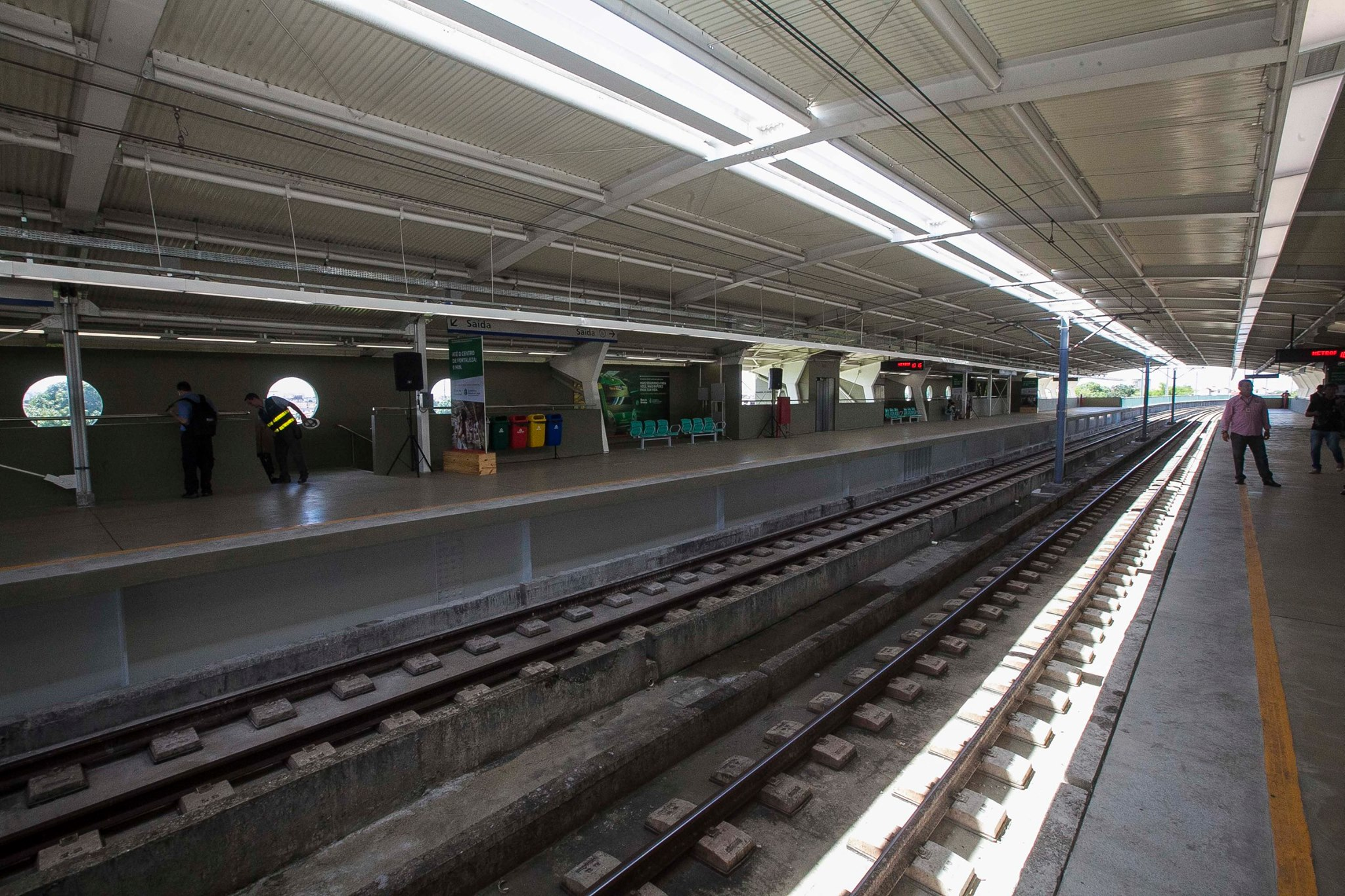
A estação no dia da inauguração.

Essa estação foi adicionada juntamente com a estação Padre Cícero no projeto da Linha Sul do metrô, como parte do pacote de obras para a Copa do Mundo FIFA de 2014. A estação foi inaugurada no dia 15 de maio de 2017, com a presença do então Governador do Estado do Ceará, Camilo Santana, que formalizou o início de funcionamento da estação. 
Acompanhado por lideranças políticas e imprensa, o chefe do Executivo realizou, no início da manhã, o trajeto de metrô partindo da Estação José de Alencar, no Centro, até a Estação Juscelino Kubitschek, onde participou da solenidade de inauguração do equipamento.  Com a entrega, Juscelino Kubitschek se tornou a 19ª estação da Linha 1–Vermelha (Linha Sul).

## Características

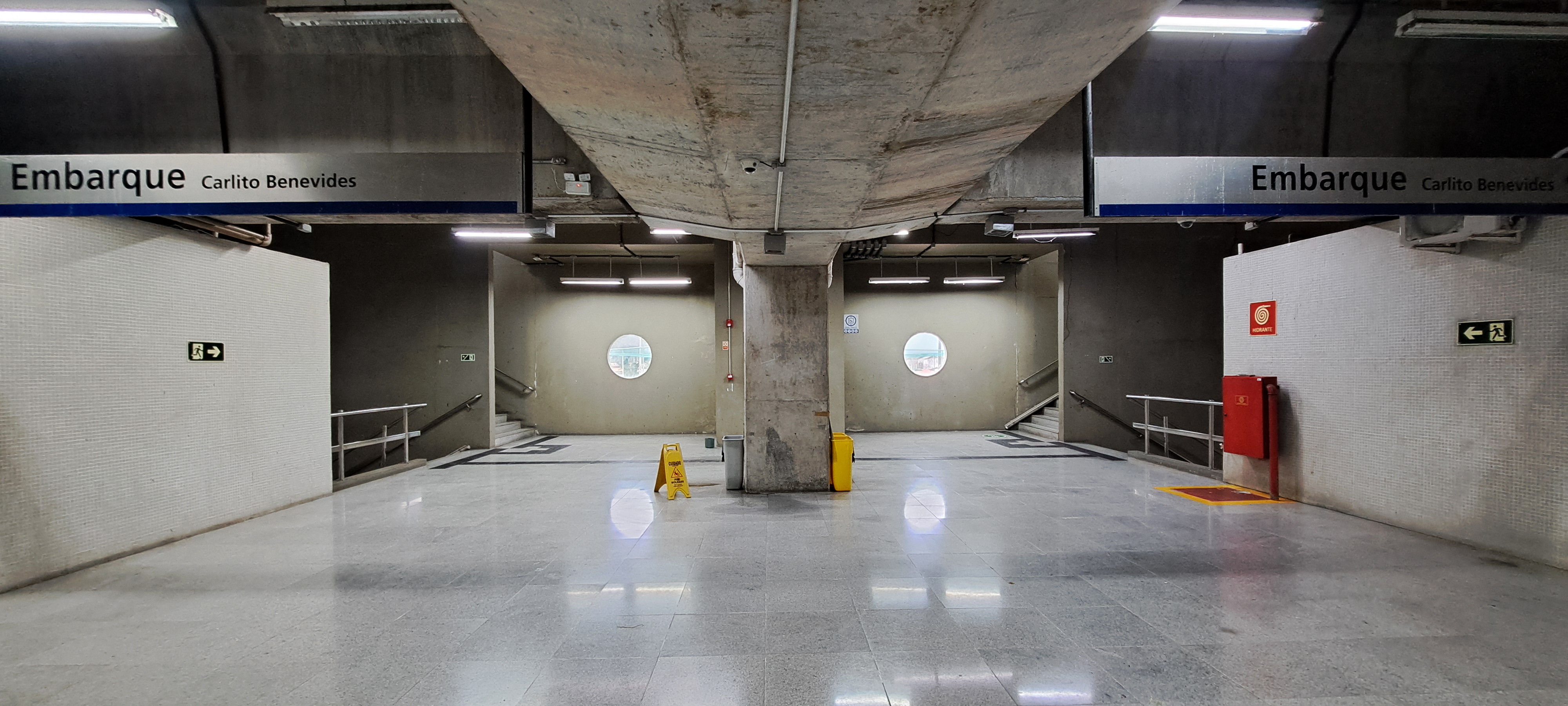
Mezanino de ligação entre as plataformas da Estação Juscelino Kubitschek em fevereiro de 2025.

A estação e uma unidade elevada, com plataformas laterais, com mezanino de integração entre as duas plataformas, onde serão localizadas as salas técnicas e operacionais, hall de bilheterias e bloqueios no nível térreo, posicionado entre dois conjuntos de lojas, caracterizando galeria comercial e de passagem. Paredes em concreto aparente, mapas de localização, elevadores e acessos para pessoas portadoras de deficiência, sistemas de sonorização. A unidade tem uma área total de 3.200,56 metros quadrados. Equipada com sistemas de telecomunicações e de bilhetagem 

eletrônica presentes nas demais unidades, incluindo 20 câmeras de monitoramento, central de acompanhamento das imagens, equipamentos para avisos sonoros, itens de rádio digital para uso dos profissionais da unidade, além instalações de fibra ótica para transmissão de dados em qualidade digital. O nome da estação foi dado em homenagem ao Ex-presidente da Republica Juscelino Kubitschek.

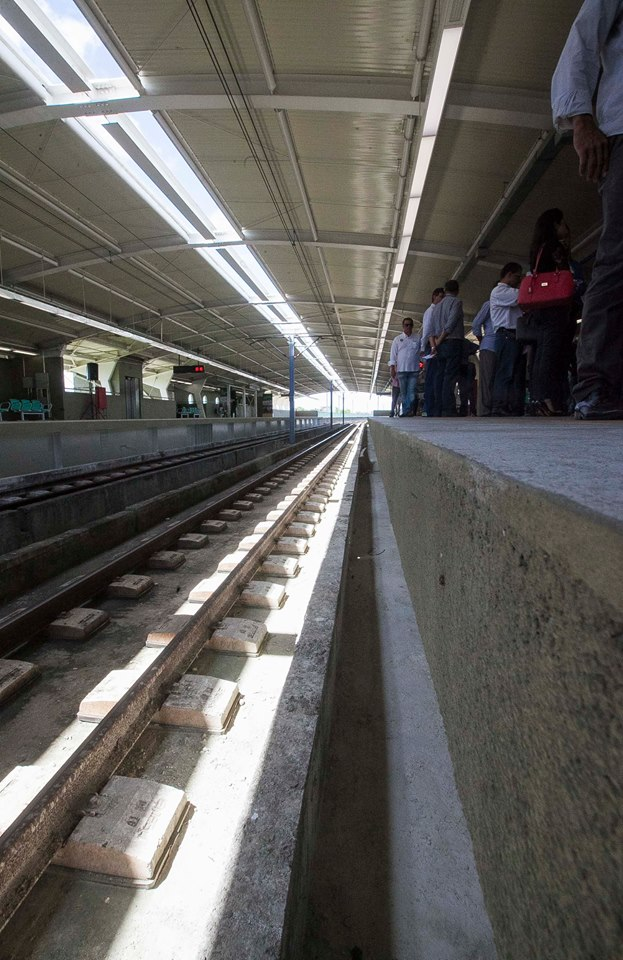
Plataforma da estação JK.

Ao longo da edificação estão dispostos mapas do sistema, painéis de informações, sistema de sonorização para avisos e telas de LED nas plataformas. A estação também dispõe de elevadores, piso tátil, mapa tátil e avisos sonoros que garantem acesso e boa utilização do Metrô de Fortaleza a todos os cidadãos, incluindo aqueles que possuem alguma deficiência ou estão com mobilidade reduzida por qualquer razão. Além disso, as equipes presentes na estação, compostas por agentes de estação e vigilantes, recebem treinamento especializado para ajudar no embarque e desembarque desses passageiros, e estão sempre atentos para oferecer ajuda a quem necessitar.
É também garantido gratuidade às pessoas com deficiência que estejam dentro dos critérios legais para usufruir deste benefício. Para isso, é necessário apresentar, na estação, o Cartão Gratuidade Pessoa com Deficiência, emitido pela Empresa de Transporte Urbano de Fortaleza (Etufor).